# Livernon
Livernon é uma comuna francesa na região administrativa de Occitânia, no departamento de Lot. Estende-se por uma área de 25,86 km². Em 2010 a comuna tinha 703 habitantes (densidade: 27,2 hab./km²).